# 0学
0学（ゼロがく）は、考案者である御射山宇彦（みさやま うひこ）によって学問として位置づけられ、その活用法の一つとして「0学占い」、「0学占術」、「0学占星術」と称される占いとして認知されている。

## 概要
1940年（昭和15年）に御射山により、形而上学と形而下学を統合する学問として研究され、占いの枠組みとして「0学占星術」を生み出した。おもに生年月日によって12の支配星（しはいせい）に分けて運命を占うが、0星（ゼロスター）と称される六王星を基本としている。0学は易、四柱推命、気学、西洋占星術など、さまざまな占術をもとにして作られた「運命学の集大成」といわれている。
0学の方式や早見表は特許や実用新案を取得した実績がある。また、「0学」の名称は登録商標である。
2002年（平成14年）に日本文化振興会より、社会文化功労賞と国際文化栄誉賞を受賞している。
0学会公認の占い師の名前にはすべて「令」（れい・れえ、またはカタカナのレイ・レー）が必ず入っている。

## 基本

### 六王星と支配星
人間の運命は、0星（ゼロスター）に支配されている。0星には　水王星（すいおうせい）、　木王星（もくおうせい）、　月王星（げつおうせい）、　火王星（かおうせい）、　金王星（きんおうせい）、　土王星（どおうせい）の6つがあり、　六王星（ろくおうせい）　と総称する。六王星は　ホット星（水王星、月王星、金王星）　と、　クール星（木王星、火王星、土王星）　の2つに分かれる。さらに六王星を陰陽（奇数年生まれと偶数年生まれ）に分割した　支配星　がある。支配星は以下の12に分類される。
| 0星    | 支配星［陽］      | 支配星［陰］             |
| ------ | ----------------- | ------------------------ |
| 水王星 | 水 星             | 氷王星                   |
| 木王星 | 木 星             | 海王星                   |
| 月王星 | 月 星（げっせい） | 魚王星（ぎょおうせい）   |
| 火王星 | 火 星             | 冥王星                   |
| 金王星 | 金 星             | 小王星（しょうおうせい） |
| 土王星 | 土 星             | 天王星                   |

「王」のつかないのが陽の星座であり、能動的・自主的である。「王」のつくのが陰の星座であり、受動的・依存的である。

### 運命グラフ
0学では運気の流れを12に分けて表しており、運命期（うんめいき）という。それぞれの名称は0地点、精算、開拓、生長、決定、健康、人気、浮気、再開、経済、充実、背信である。運命期は四季に分けられる。春は開拓・生長・決定、夏は健康・人気・浮気、秋は再開・経済・充実、冬は背信・0地点・精算である。運気が停滞する冬の3運命期は0地帯とも呼ぶ。
12の運命期は24時間、12日、12か月（1年）、12年で一回り（12年周期で区切られる運気を大運［時代運］と称す）する。運命期に合わせて行動することにより、よりよい運勢が開けていく。

### 0学十二星座
0学には十二星座があり、生まれ年の十二支と1対1に対応して以下のようになる。
| 干 支 | 星 座  |   | 干 支 | 星 座        |
| ----- | ------ | - | ----- | ------------ |
| 子年  | 小熊座 | ↔ | 午年  | 子馬座       |
| 丑年  | 牡牛座 | ↔ | 未年  | 山羊座       |
| 寅年  | 山猫座 | ↔ | 申年  | ヘラクレス座 |
| 卯年  | 兎 座  | ↔ | 酉年  | 鷲 座        |
| 辰年  | 龍 座  | ↔ | 戌年  | 大犬座       |
| 巳年  | 蛇 座  | ↔ | 亥年  | 大熊座       |

### 生まれの性
0学には生年星座（せいねんせいざ）によって6つの性質に分類され、同じ支配星の中でも個性としての違いが表れると解いている。
| 生まれの性    | 該当する生まれ                          |
| ------------- | --------------------------------------- |
| 0（ゼロ）の性 | 各支配星の 0地点 にあたる年に生まれた人 |
| 開拓の性      | 各支配星の 開拓 にあたる年に生まれた人  |
| 決定の性      | 各支配星の 決定 にあたる年に生まれた人  |
| 人気の性      | 各支配星の 人気 にあたる年に生まれた人  |
| 再開の性      | 各支配星の 再開 にあたる年に生まれた人  |
| 充実の性      | 各支配星の 充実 にあたる年に生まれた人  |

支配星は12に分類されるが陰陽で6つに分かれるため、［生まれの性］も6つのみになる。

### 運命相性
0学には運命相性と称されるものがあり、自分の0星または支配星からみた人や物質を十二星座に当てはめ、相性によって人生や選択に影響を及ぼすとされている。人との相性は、自分の0星または支配星からみた相手の十二星座により決定される。
| 開拓の相性 | 再開の相性      |
| 生長の相性 | 経済の相性      |
| 決定の相性 | 充実の相性      |
| 健康の相性 | 背信の相性      |
| 人気の相性 | 0（ゼロ）の相性 |
| 浮気の相性 | 精算の相性      |

【例】水星の場合
山猫座（寅）＝開拓の相性／兎座（卯）＝生長の相性／龍座（辰）＝決定の相性／蛇座（巳）＝健康の相性／子馬座（午）＝人気の相性
山羊座（未）＝浮気の相性／ヘラクレス座（申）＝再開の相性／鷲座（酉）＝経済の相性／大犬座（戌）＝充実の相性
大熊座（亥）＝背信の相性／小熊座（子）＝0の相性／牡牛座（丑）＝精算の相性

### 支配星の割り出し方
支配星は0学の占い本では表で計算するが、ここではユリウス通日から算出することにする。生年月日の世界標準時で正午に当たるユリウス通日を60で割ったときの余りによって以下の支配星に分かれる。
| 数字     | 0星    | 偶数年生まれ | 奇数年生まれ |
| -------- | ------ | ------------ | ------------ |
| 1-10     | 土王星 | 土 星        | 天王星       |
| 11-20    | 金王星 | 金 星        | 小王星       |
| 21-30    | 火王星 | 火 星        | 冥王星       |
| 31-40    | 月王星 | 月 星        | 魚王星       |
| 41-50    | 木王星 | 木 星        | 海王星       |
| 51-59、0 | 水王星 | 水 星        | 氷王星       |

例えば1991年3月3日生まれの人の世界標準時正午のユリウス通日は2448319となり、60で割ると余りは19となるので水王星となり、奇数年生まれであるから支配星は氷王星である。また、1991年は未年であるから生年星座は山羊座である。
また、日刊スポーツでは誕生日から支配星を割り出している。これは太陽の星座のみの星座占いと同様、複雑な計算を簡略化したものである。
| 水 星  | 12/16-1/15  |
| 氷王星 | 1/16-2/15   |
| 木 星  | 2/16-3/18   |
| 海王星 | 3/19-4/20   |
| 月 星  | 4/21-5/20   |
| 魚王星 | 5/21-6/19   |
| 火 星  | 6/20-7/17   |
| 冥王星 | 7/18-8/15   |
| 金 星  | 8/16-9/15   |
| 小王星 | 9/16-10/15  |
| 土 星  | 10/16-11/15 |
| 天王星 | 11/16-12/15 |

この場合、1991年3月3日生まれの人の支配星は木星である。

### 運命グラフの作り方
各支配星により、0地点となる年・月・十二支が決まっており、そこから運命グラフを作っていく。支配星ごとの0地点となる年・月・十二支は以下の通りである。年は現在より前の年で最も近い年を示した。十二支はその年の十二支と同じである。
| 支配星 | 年     | 月   | 干支 |
| ------ | ------ | ---- | ---- |
| 水 星  | 2020年 | 12月 | 子   |
| 氷王星 | 2021年 | 1月  | 丑   |
| 木 星  | 2022年 | 2月  | 寅   |
| 海王星 | 2023年 | 3月  | 卯   |
| 月 星  | 2024年 | 4月  | 辰   |
| 魚王星 | 2025年 | 5月  | 巳   |
| 火 星  | 2026年 | 6月  | 午   |
| 冥王星 | 2027年 | 7月  | 未   |
| 金 星  | 2028年 | 8月  | 申   |
| 小王星 | 2029年 | 9月  | 酉   |
| 土 星  | 2030年 | 10月 | 戌   |
| 天王星 | 2031年 | 11月 | 亥   |

支配星が天王星の人の年の運命グラフは2007年が0地点になり、順に割り当てていくと以下のようになる。
- 2007年 - 0地点
- 2008年 - 精算
- 2009年 - 開拓
- 2010年 - 生長
- 2011年 - 決定
- 2012年 - 健康

- 2013年 - 人気
- 2014年 - 浮気
- 2015年 - 再開
- 2016年 - 経済
- 2017年 - 充実
- 2018年 - 背信

### 運命グラフの意味
| 0地点 | 土の中で種が発芽し、外界に出るための痛みと苦しみがある。「神秘の世界」と称される時期   |
| 精 算 | 不要なものとは縁を切り、土壌を整理する。新芽がうまく育つための環境準備                 |
| 開 拓 | 変化を受け入れ、新しいものへの挑戦、開拓する時期                                       |
| 生 長 | 情報、交友の場を広げ（深め）、目標確立のための準備をする                               |
| 決 定 | ［人気］や［経済］に通じる目標を定める。［決定］することで協力者やチャンスが訪れる     |
| 健 康 | 活発に動き回ったぶん小休止し、心身の調整・軌道修正して［人気］に備える                 |
| 人 気 | 目標を定めて努力したものには、願望成就の道が開かれる                                   |
| 浮 気 | 自信過剰になりやすく労を惜しみやすい。怠惰に過ごせば収穫が減る                         |
| 再 開 | ［浮気］またはそれ以前に失ったものを取り返す。リベンジ・過去を見直す。新規は開花しない |
| 経 済 | 努力が形となって現れる時期。無目的のまま過ごしたのなら実は生らない                     |
| 充 実 | 協力し合い、達成を目標とする。運気の冬支度（問題解決・蓄財）が重要                     |
| 背 信 | 今までのスタイルでは通用しないことが多く、変化を求められる。裏切り＝慎重さが必要       |

## 類似する占い
12年を1周期とし、四季に分ける占いの方法は0学がオリジナルといわれているが、現在0学に酷似した占いとして、細木数子が考案した六星占術や、百々山令翠が考案した令翠学などがある。これらの占いは四柱推命が元となっている。

## 関係者
- 神煕玲 - 御射山宇彦に師事し、主事長をつとめ、0学の世界では当時の五本指に入ると言われた人物